# Brouckmolen
De Brouckmolen is een windmolen in Beveren-aan-de-IJzer in de Belgische provincie West-Vlaanderen. De molen ligt nabij de IJzer. Het is een witgekalkte bakstenen grondzeiler. Hij werd gebouwd in 1872 ter vervanging van een oude houten staakmolen.
Sinds 14 april 1944 is de molen een beschermd monument.
- Inventaris van het Bouwkundig Erfgoed (Vlaanderen): 15902